# Río Leque
Río Leque är ett vattendrag i Bolivia. Det ligger i den centrala delen av landet, 250 km nordväst om huvudstaden Sucre.
Omgivningen kring Río Leque är i huvudsak ett öppet busklandskap. Området är glesbefolkat, med 8 invånare per kvadratkilometer.